# Rinorea vaupesana
Rinorea vaupesana är en violväxtart som beskrevs av L. B. Smith och Fernandez-perez. Rinorea vaupesana ingår i släktet Rinorea och familjen violväxter. Inga underarter finns listade i Catalogue of Life.